# Haley Lu Richardson
Pour les articles homonymes, voir Richardson.
Haley Lu Richardson, née le 7 mars 1995 à Phoenix (Arizona), est une actrice américaine.
Elle est notamment connue pour ses rôles dans les films The Edge of Seventeen (2016) et Five Feet Apart (2019), mais surtout pour son rôle dans la deuxième saison de la série The White Lotus (2022).

## Biographie

### Jeunesse et études
Haley Lu Richardson est la fille de Valérie, professionnelle du marketing et de l'image de marque, et Forrest L. Richardson, un architecte de terrains de golf.
Elle a étudié à la Villa Montessori puis à l'école publique Arcardia. Elle est régulièrement apparue dans des théâtres et des concours de danses régionales du Sud-Ouest des États-Unis.
De 2001 à 2011, elle a été l'une des principales danseuses de la Cannedy Dance Company basée à Phoenix, Arizona.
En 2011, elle a déménagé à Los Angeles.

### Vie privée
À partir de 2012 elle a entamé une relation avec l'acteur Brett Dier. Ils se sont fiancés en mars 2019 puis séparés en 2020.

## Carrière
Elle commence sa carrière d'actrice en 2012 avec le téléfilm Au cœur de la tornade. L'année suivante, elle obtient un rôle récurrent dans la série Ravenswood. Elle est également apparue en tant que guest sur Disney Channel dans Shake It Up.
En 2014, elle fait ses premiers pas au cinéma dans les films The Last Survivors et The Young Kieslowski et joue dans quelques épisodes d'Awkward. En 2015, elle apparaît lors d'un épisode de New York, unité spéciale.
En 2016, elle interprète Krista dans le film The Edge of Seventeen, aux côtés de Hailee Steinfeld, Woody Harrelson et Blake Jenner, on la retrouve également dans Recovery Road. L'année suivante elle est présente au casting de Split de M. Night Shyamalan.
En 2018, elle joue avec Mélanie Laurent, Oscar Isaac, Ben Kingsley et Joe Alwyn dans Operation Finale de Chris Weitz.
En 2019, elle interprète Stella aux côtés de Cole Sprouse dans la comédie romantique et dramatique, Five Feet Apart produit et réalisé par Justin Baldoni.

## Filmographie

### Cinéma
Longs métrages
- 2014 : The Last Survivors de Tom Hammock : Leslie Mallard
- 2014 : The Young Kieslowski de Kerem Sanga : Kendal
- 2015 : Cœur de bronze (The Bronze) de Bryan Buckley : Maggie
- 2015 : Follow de Owen Egerton : Viv
- 2016 : The Edge of Seventeen de Kelly Fremon Craig : Krista
- 2017 : Split de M. Night Shyamalan : Claire Benoit
- 2017 : Columbus de Kogonada : Casey
- 2018 : Operation Finale (Zero Day) de Chris Weitz : Sylvia Herman
- 2018 : Support the Girls de Andrew Bujalski : Maci
- 2019 : À deux mètres de toi (Five Feet Apart) de Justin Baldoni : Stella
- 2019 : The Chaperone de Michael Engler : Louise Brooks
- 2020 : Unpregnant de Rachel Goldenberg : Veronica Clarke
- 2021 : After Yang de Kogonada : Ada
- 2021 : Montana Story de Scott McGehee et David Siegel : Erin
- 2023 : La probabilité statistique de l'amour au premier regard (Love At First Sight) de Vanessa Caswill et Katie Lovejoy : Hadley Sullivan
- 2025 : Good Luck, Have Fun, Don't Die de Gore Verbinski

Courts métrages
- 2012 : Meanamorphosis : Cameron

### Télévision

#### Séries télévisées
- 2012 : Up in Arms : danseuse/chorégraphe
- 2013 : Adopted : Destiny
- 2013 : Shake It Up : Une danseuse
- 2013 - 2014 : Ravenswood : Tess Hamilton
- 2014 : Awkward : Mackenzie
- 2015 : New York, unité spéciale (Law and Order : Special Victims Unit) : Jenna Davis (saison 16, épisode 13)
- 2016 : Recovery Road : Ellie Dennis
- 2019 : Jane The Virgin : Charlie
- 2022 : The White Lotus : Portia
- 2025 : Ponies : Twila

#### Téléfilms
- 2012 : Au cœur de la tornade (Christmas Twister) de Peter Sullivan : Kaitlyn
- 2013 : Dans l'enfer de la polygamie (Escape from Polygamy) de Rachel Goldenberg : Julina
- 2013 : Keep Calm and Karey On de Gail Mancuso : Destiny

### Clips Musicaux
- 2023 : Wings des Jonas Brothers [4]

## Distinctions
Sauf indication contraire, les informations mentionnées dans cette section peuvent être confirmées par la base de données cinématographiques IMDb,  présente dans la section « Liens externes ».
| Année | Prix                                  | Catégorie             | Nomination         | Résultat   |
| ----- | ------------------------------------- | --------------------- | ------------------ | ---------- |
| 2014  | Las Vegas International Film Festival | Meilleur long métrage | The Last Survivors | Lauréat    |
| 2014  | Twin Cities Film Fest                 | Meilleure performance | The Last Survivors | Lauréat    |
| 2017  | Valletta Film Festival                | Meilleure actrice     | Columbus           | Lauréat    |
| 2017  | Gotham Awards                         | Meilleure actrice     | Columbus           | Nomination |